# شوابهاوزن ۷۵۸۰
سیارک ۷۵۸۰ (به انگلیسی: 7580 Schwabhausen، نامگذاری:1990TM7) هفت هزار و پانصد و هشتادمین سیارک کشف شده‌است که در ۱۳ اکتبر ۱۹۹۰ کشف شد.
قدر مطلق سیارک برابر ۱۳٫۲۰ است.